# 대영고등학교 (서울)
대영고등학교(大永高等學校)는 대한민국 서울특별시 영등포구 신길동에 위치한 공립 고등학교이다.

## 학교 연혁
- 1987년 12월 15일 : 대영고등학교 설립 인가
- 1988년 3월 1일 : 초대 송길상 교장 취임
- 1988년 3월 3일 : 제1회 신입생 입학식
- 1991년 2월 8일 : 제1회 졸업(700명)
- 2002년 11월 21일 : 대영 정보화 종합센터 개관
- 2010년 11월 4일 : 자율형 공립고등학교 지정
- 2018년 3월 2일 : 제31회 입학식(신입생 205명)
- 2019년 3월 1일 : 제12대 김대원 교장(초빙) 취임
- 2022년 2월 10일 : 제32회 졸업식(243명) 졸업생 누계 14,275명

## 참고 자료
- 대영고등학교 - 한국교육학술정보원 학교알리미